# 安特勒斯 (科羅拉多州)
安特勒斯（英語：Antlers）是位於美國科羅拉多州加菲爾德縣的一個非建制地區。

## 地理
安特勒斯的座標為39°32′36″N 107°43′40″W / 39.54333°N 107.72778°W，而該地最高點為海拔高度1,642米（即5,387英尺）。